# Quyền LGBT ở Indonesia
Quyền đồng tính nữ, đồng tính nam, song tính và chuyển giới ở Indonesia phải đối mặt với những thách thức và định kiến pháp lý mà những người không phải là LGBT không gặp phải. Mores truyền thống không chấp nhận đồng tính luyến ái và đảo trang, tác động đến chính sách công. Các cặp vợ chồng đồng giới ở Indonesia và các hộ gia đình do các cặp đồng giới đứng đầu không đủ điều kiện cho bất kỳ sự bảo vệ pháp lý nào dành cho khác giới các cặp đã kết hôn. Hầu hết các bộ phận của Indonesia không có luật kê gian và hiện không hình sự hóa các hành vi đồng tính luyến ái, phi thương mại giữa những người trưởng thành đồng ý, nhưng luật pháp Indonesia không bảo vệ cộng đồng LGBT chống lại phân biệt đối xử và tội phạm kì thị. Trong Aceh, đồng tính luyến ái là bất hợp pháp theo luật Hồi giáo Sharia và bị trừng phạt bằng roi vọt. Hiện tại, Indonesia không công nhận hôn nhân đồng giới. Vào tháng 7 năm 2015, Bộ trưởng Bộ Tôn giáo Indonesia tuyên bố rằng không thể chấp nhận được ở Indonesia, bởi vì các quy tắc tôn giáo được tổ chức mạnh mẽ nói mạnh mẽ chống lại nó. Tầm quan trọng ở Indonesia đối với sự hòa hợp xã hội dẫn đến các nghĩa vụ thay vì các quyền được nhấn mạnh, điều đó có nghĩa là quyền con người cùng với quyền LGBT rất mong manh. Tuy nhiên, cộng đồng LGBT ở Indonesia đã dần trở nên rõ ràng hơn và hoạt động chính trị.
Công khai đồng tính với gia đình và bạn bè hiếm khi được thực hiện bởi những người LGBT ở Indonesia, vì họ sợ bị từ chối và phản ứng dữ dội của xã hội. Tuy nhiên, có một số ví dụ hiếm hoi về sự hiểu biết và chấp nhận của gia đình người LGBT.
Mặc dù nổi tiếng là một quốc gia Hồi giáo khá ôn hòa của Indonesia, trong những năm gần đây, các nhóm Hồi giáo cơ bản ủng hộ sharia đã ngày càng nhận được nhiều sự ủng hộ. Do đó, người LGBT đã phải đối mặt với sự thù địch và không khoan dung ngày càng tăng bao gồm các cuộc tấn công và phân biệt đối xử. Đầu năm 2016, người LGBT và các nhà hoạt động ở Indonesia vấp phải sự phản đối quyết liệt, tấn công đồng tính và phát ngôn thù hận, thậm chí được chính quyền Indonesia đưa ra. Vào tháng 2 năm 2016, Tổ chức Theo dõi Nhân quyền kêu gọi Chính phủ Indonesia bảo vệ quyền của người LGBT và công khai lên án những nhận xét phân biệt đối xử của các quan chức. Năm 2017, hai thanh niên đồng tính nam (tuổi 20 và 23) đã bị kết án đánh bằng gậy trước công chúng tại tỉnh Aceh. Trong năm 2017, cảnh sát đã tung ra nhiều cuộc đột kích vào phòng tắm hơi đồng tính với lý do phạm tội liên quan đến nội dung khiêu dâm. Vào tháng 5 năm 2017, 141 người đàn ông đã bị bắt vì một "bữa tiệc sex đồng tính" ở thủ đô Jakarta. Một cuộc đột kích khác diễn ra vào tháng 10 năm 2017, khi cảnh sát Indonesia đột kích một phòng tắm hơi ở Trung Jakarta phổ biến với những người đồng tính nam, bắt giữ 51 người. Một cách giải thích quá rộng về Đạo luật khiêu dâm, cùng với sự không hành động của chính phủ, đã cho phép cảnh sát sử dụng nó trong việc nhắm mục tiêu vào người LGBT.

## Bảng tóm tắt
| Hoạt động tình dục đồng giới hợp pháp                                                                                       | Hợp pháp, mặc dù người LGBT đôi khi bị bắt theo luật khiêu dâm của Indonesia. nhưng bất hợp pháp ở tỉnh Aceh . |
| Độ tuổi đồng ý (18) | Yes |
| Luật chống phân biệt đối xử chỉ trong việc làm                                                                              | No |
| Luật chống phân biệt đối xử trong việc cung cấp hàng hóa và dịch vụ                                                         | No |
| Luật chống phân biệt đối xử trong tất cả các lĩnh vực khác (Bao gồm phân biệt đối xử gián tiếp, ngôn từ kích động thù địch) | Không được quy định trong hiến pháp nhưng chính quyền cảnh sát Indonesia quy định rằng bất kỳ lời nói căm thù nào liên quan đến giới tính hoặc khuynh hướng tình dục đều có thể được báo cáo và xử lý theo quy trình pháp lý. |
| Hôn nhân đồng giới | No |
| Công nhận các cặp đồng giới                                                                                                 | No |
| Con nuôi của các cặp vợ chồng đồng giới                                                                                     | No |
| Con nuôi chung của các cặp đồng giới                                                                                        | No |
| LGBT được phép phục vụ công khai trong quân đội                                                                             | No |
| Quyền thay đổi giới tính hợp pháp                                                                                           | (Yêu cầu phẫu thuật và phê duyệt tư pháp) |
| Truy cập IVF cho đồng tính nữ                                                                                               | No |
| Mang thai hộ thương mại cho các cặp đồng tính nam                                                                           | No |
| NQHN được phép hiến máu | [ 16 ] |